# Venelle (voie)
Cet article possède un paronyme, voir Venelles.
Pour l’article homonyme, voir Venelle.

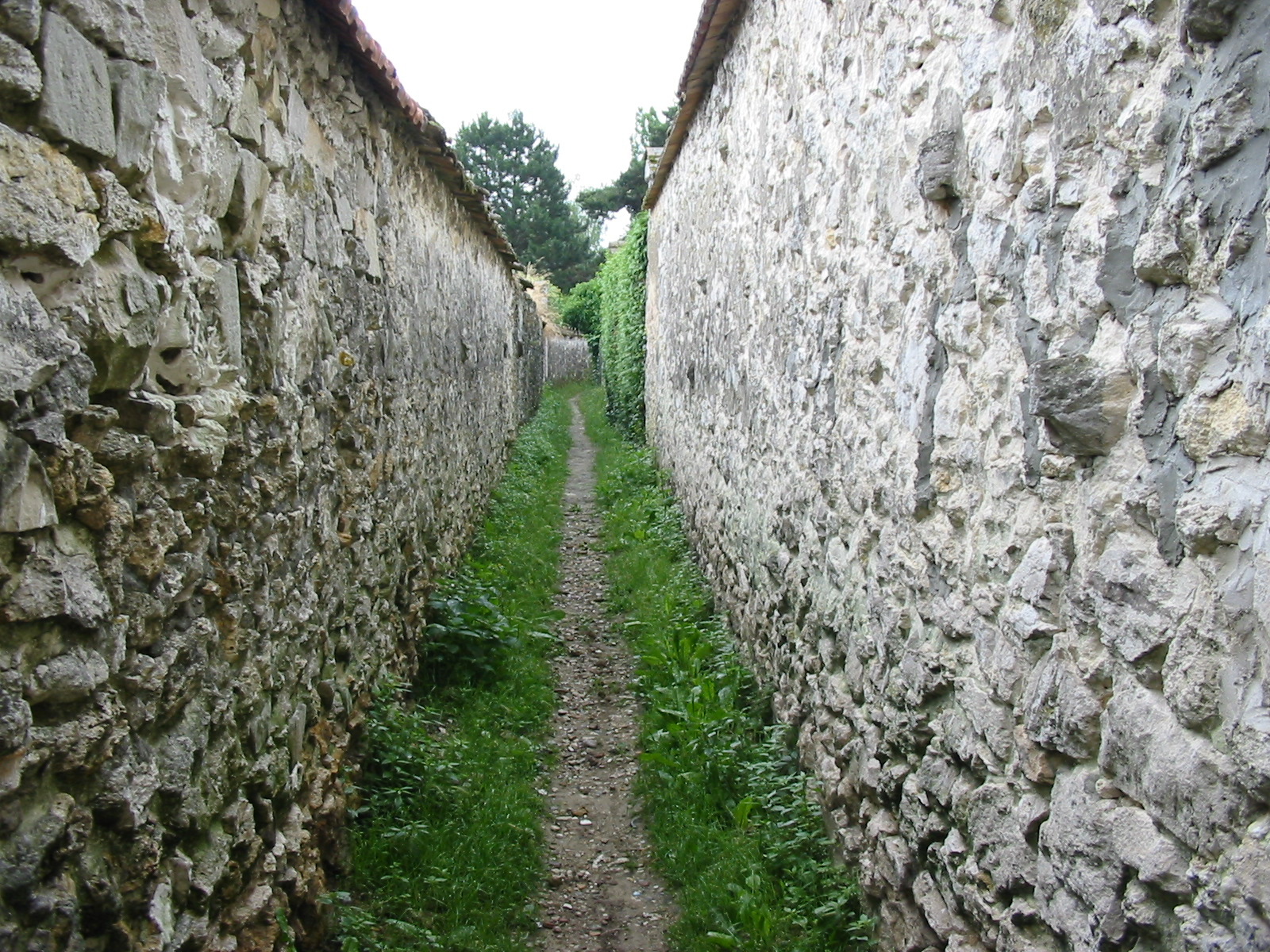
Une venelle à Veneux-les-Sablons (Seine-et-Marne)

Une venelle est une petite rue ou une ruelle, reliant deux autres rues plus importantes. Ce terme, d'usage vieilli, est un dérivé du mot veine auquel on a ajouté le suffixe à valeur diminutive -elle. 

## En Belgique
En Belgique le terme est encore utilisé par exemple :
- dans la ville de Bruxelles dans la section de Neder-Over-Heembeek : Venelle de l'alchimiste.
- à Ganshoren : Venelle Mozart, Venelle Chopin, Venelle Schubert, Venelle Vivaldi,
- à Woluwe-Saint-Pierre : Venelle Bleue, Venelle aux Bois, Venelle en Boucle, Venelle aux Coins de Terre, Venelle aux Jeux, La Venelle, Venelle au Palio, Venelle aux Quatre Nœuds,
- à Wavre : Venelle des Merisiers, Venelle de la Réserve, Venelle des Préas, Venelle du Bois de Saras...
- à Namur : Venelle des Capucins.

## Au Canada
Au Québec (Canada), le terme est utilisé notamment à Fermont à titre de nom de rue/de bâtiments composés de maisons de ville.

## En France
On le retrouve dans l'expression ancienne « enfiler la venelle » (s'enfuir rapidement) et surtout dans les noms de rue, en Normandie notamment, mais également en Vendée ou sur les îles de la façade atlantique ; par exemple : 
- à Caen (venelles Bénard, aux Champs, Crespellière, Criquet, de l'Esplanade, Fouquet, Gautier, Gosley, du Jardin des Plantes, Larieux, Loisel, aux Loups, Maillard, Montaigu, de l'Oratoire, de l'Orme, de l'Orne, des Près, du Lieutenant Renouf, Saint-Nicolas, Sainte-Agathe, Sainte-Anne),
- à Amiens (venelle LaFleur, des Marmousets),
- à Argentan (venelles Alexandre et des Champs),
- à Saint-Lô (venelle Goret),
- à Saint-Malo (venelle aux Chiens),
- sur l'île de Ré,
- à Piriac-sur-Mer (Loire-Atlantique), (venelle Jean-Paul Belmondo),
- à Morlaix où le terme désigne des ruelles souvent en escalier (dites andrones en Provence),
- à Plougonvelin (venelle du créac'h),
- à Orléans[3] (venelles des Anguignis, Belle Voie, des Bleuets, de la Boëche, du champ Saint Marc, du champ Saint Vincent, de la Clémence, du Clos Boudard, du Clos Gauthier, de la Croix Fleury, des Colchiques, de la Couture, de la Fosse Vilgrain, Gambetta, de Gien, du Gris Meunier, de la Justice, des Lys, de la Meunière, du Moulin, du Midi, du Muguet, des Mûriers, du Nord, de la Pilonnerie, du Pressoir Neuf, de la Raffinerie, Sébastopol, de la Soie, des Vaupulents, des Vignes...),
- à Montreuil (Pas-de-Calais) (ruelle d'Enguinehaut, ruelle d'Orléans, ruelle de la Vignette, ruelle Deray),
- à Loctudy (Bretagne) (venelle de Karreg Kong).

Dans les Bouches du Rhône, le village de Venelles est constitué majoritairement de ruelles étroites.
Dans le sud-ouest, la venelle prend le nom de carreyroux. Ce sont des Les passages qui desservent l’intérieur des îlots font de 1 à 3 m de large. Elles sont à l'arrière des ayrals.

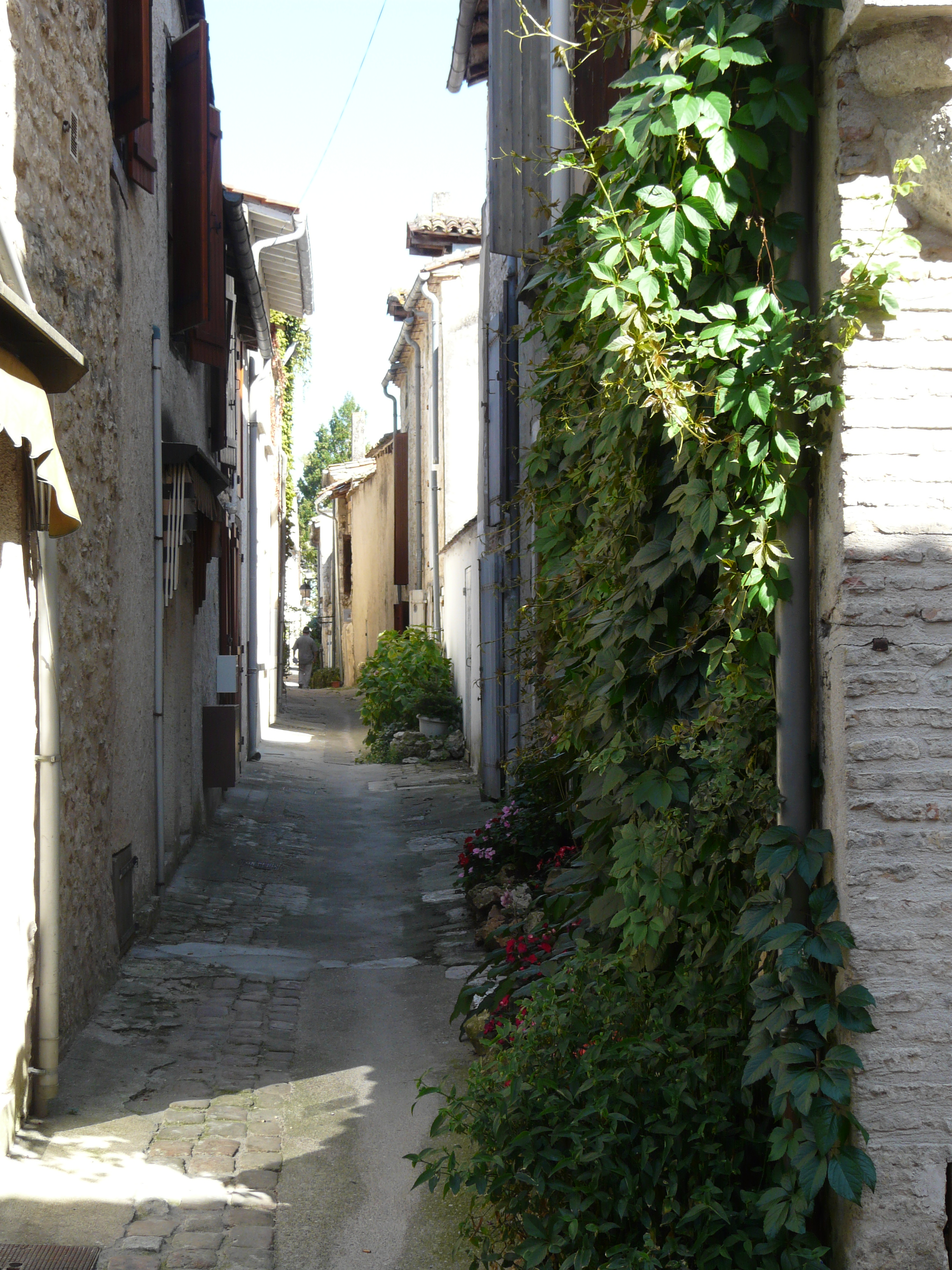
Venelle à Eymet

## Au Royaume-Uni
Le terme est passé également dans la langue anglaise.  On retrouve des vennels : 
- en Écosse (Cromarty, Dumfries, Édimbourg, Eyemouth, Forfar, Irvine, Lanark, Linlithgow, North Berwick, Peebles, Perth, South Queensferry, Stirling et Wigtown)

- et dans le nord-est de l'Angleterre (Newcastle upon Tyne et Durham).

Dans le Lancashire entre Liverpool et Manchester le terme est devenu ginnel.